# ماسون دياز
ماسون دياز (بالإنجليزية: Mason Diaz)‏ هو سائق سباق أمريكي، ولد في 16 مايو 2000 في ماناساس في الولايات المتحدة.